# William Barrett
Pour les articles homonymes, voir William Barrett (homonymie) et Barrett.
William Christopher Barrett, né en 1913 et mort en 1992, est un professeur de philosophie et essayiste américain, ayant notamment enseigné à l'Université de New York de 1950 à 1979. Parmi les précurseurs de l'introduction de l'existentialisme aux États-Unis dans les années 1950, il a une influence importante dans les milieux universitaires new-yorkais d'après-guerre.

## Biographie
Après être entré au City College de New York à l'âge de 15 ans, il reçoit le doctorat de philosophie de l'Université Columbia à 22 ans. Barrett choisit ensuite de dévouer sa carrière philosophique à l'enseignement et à l'écriture. À la fin des années 1940 et au début des années 1950, il passe cinq ans en tant que journaliste littéraire et éditeur associé au Partisan Review, à l'époque l'un des journaux littéraire et politique les plus influents des États-Unis.
Il a été l'un des premiers philosophes à introduire l'existentialisme aux États-Unis et son livre Irrational Man, publié en 1958, est considérée par le grand public américain de l'époque comme l'étude ultime de ce courant philosophique.